# DicAra
DicAra es un diccionario online multilingüe creado por el Estudio de Filología Aragonesa que permite traducir parlabras entre el aragonés y el castellano, el catalán y el inglés. Comenzó a funcionar en julio de 2025.
- (an) / (es) / (ca) / (en) DicAra